# Авасима (остров)
Авасима (яп. 粟島, あわしま авасима, «остров пены») — японский остров в восточной части Японского моря. Является частью префектуры Ниигата. В административном отношении принадлежит селу Авасимаура, которое занимает всю площадь острова и входит в состав уезда Ивафуне, являющегося частью префектуры Ниигата, субрегиона Хокурику, входящего в состав региона Тюбу.
На 1 января 2008 года площадь острова составляла 9,86 км², население — 412 человек, плотность населения — 41,785 чел./км².
Наивысшая точка острова — гора Косиба (яп. 小柴山, 265,3 м).
Поселения расположены на востоке острова в районе Утиура (яп. 内浦) и на западе в районе Каматани (яп. 釜谷).